# Колованов, Иван Васильевич
Иван Васильевич Колованов (1916—1995) — майор Советской Армии, участник Великой Отечественной войны, Герой Советского Союза (1944).

## Биография
Родился 12 марта 1916 года в станице Чамлыкская (ныне — Лабинский район Краснодарского края). В 1936 году он окончил Армавирский химико-индустриальный техникум, после чего некоторое время работал начальником планового отдела на плодоконсервном заводе. В этом же году был призван на службу в Рабоче-крестьянскую Красную Армию. В 1938 году он окончил курсы усовершенствования командного состава. С декабря 1941 года — на фронтах Великой Отечественной войны. К сентябрю 1943 года майор Иван Колованов командовал батальоном 981-го стрелкового полка 253-й стрелковой дивизии 40-й армии Воронежского фронта. Отличился во время битвы за Днепр.
25 сентября 1943 года батальон под командованием Ивана Колованова в числе первых переправился через Днепр в районе села Ходоров Мироновского района Киевской области Украинской ССР и захватил плацдарм на его западном берегу, нанеся противнику большие потери в живой силе и боевой технике.
Указом Президиума Верховного Совета СССР «О присвоении звания Героя Советского Союза генералам, офицерскому, сержантскому и рядовому составу Красной Армии» от 10 января 1944 года за «образцовое выполнение боевых заданий командования на фронте борьбы с немецко-фашистскими захватчиками и проявленные при этом отвагу и геройство» был удостоен высокого звания Героя Советского Союза с вручением ордена Ленина и медали «Золотая Звезда».
В 1945 году окончил курсы «Выстрел». В ноябре 1945 года он был уволен в запас. Проживал и работал в станице Каневская Краснодарского края. Умер 5 июня 1995 года.
Был также награждён орденами Отечественной войны 1-й и 2-й степеней, рядом медалей.